# Maytenus longifolia
Maytenus longifolia är en benvedsväxtart som beskrevs av Reiss. och Ludwig Eduard Theodor Loesener. Maytenus longifolia ingår i släktet Maytenus och familjen Celastraceae. Inga underarter finns listade.